# Universalizabilidad
El concepto de Universalizabilidad fue establecido por el filósofo alemán del siglo XVIII Immanuel Kant como parte de su trabajo Fundamentación de la metafísica de las costumbres.[cita requerida] Es parte de la primera formulación de su imperativo categórico, que establece que las únicas  máximas moralmente aceptables de nuestras acciones son aquellas que racionalmente podrían desearse como ley universal.
El significado preciso de universalización es controvertido, pero la interpretación más común es que el imperativo categórico pregunta si la máxima de su acción podría convertirse en una sobre la que todos puedan actuar en circunstancias similares.[cita requerida] Una acción es socialmente aceptable si se puede universalizar (es decir, todos pueden hacerlo).[cita requerida]
Por ejemplo, se puede determinar si la máxima de mentir para garantizar un préstamo es moral al intentar universalizarla y aplicar la razón a los resultados. Si todo el mundo mintiera para obtener préstamos, las mismas prácticas de prometer y prestar se derrumbarían y la máxima se volvería imposible.
Kant llama a tales actos ejemplos de una contradicción en la concepción, que se parece mucho a una contradicción performativa, porque socavan la base misma de su existencia.